# Kamensky (huyện của Sverdlovsk)
Huyện Kamensky (tiếng Nga: ? райо́н) là một huyện hành chính tự quản (raion), của Tỉnh Sverdlovsk, Nga. Huyện có diện tích 2110 kilômét vuông, dân số thời điểm ngày 1 tháng 1 năm 2000 là 31000 người. Trung tâm của huyện đóng ở Kamensk-Ural'sky.